# بخش آزوفسکی
بخش آزوفسکی (به لاتین: Azovsky Nemetsky National District) یک منطقهٔ مسکونی در روسیه است که در استان اومسک واقع شده‌است.